# 本月少女
本月少女（風格字體：LOOΠΔ）是韓國Block Berry Creative娱乐於2018年8月19日推出的十二人女子團體。從2016年9月開始，陸續公布成員，並在過程中穿插出道三个小分隊，分別為本月少女 1/3、本月少女 Odd Eye Circle﹑本月少女 yyxy。十二名成員的公開順序是姬振、賢眞、夏瑟、汝眞、ViVi、Kim Lip、眞率、Choerry、Yves、Chuu、Go Won、Olivia Hye，隊長為夏瑟。現時成員皆與原公司訴訟勝訴，可自由選擇進行演藝或參加團體活動。Chuu加入經紀公司ATRP。眞率、夏瑟、Kim Lip、姬振、Choerry加入經紀公司Modhaus。賢眞、汝眞、ViVi、Go Won、Olivia Hye（現使用本名慧舟）加入經紀公司CTDENM。
組合出道前宣傳計劃持續十八個月，为每名公开的成员发行一张单曲，其中均有至少一首该成员的Solo曲。2018年3月17日公開全部十二名成員，团体于8月19日舉辦出道演唱會正式出道，8月20日發行首張迷你專輯《+ +》。官方粉丝名为「Orbit」，寓意月球軌道，同时韩语中的有“光”的意味。成員們並無明確官方定位，依照歌曲的不同定位也有所不同。

## 經歷

### 2016年
Block Berry Creative公司於Naver宣布將推出12人女團本月少女，在18个月内逐月推出成员。2016年連續推出3位成員：
9月25日，官方推特公佈第一位成員姬振，并公開個人预告照片及首爾預告。9月28日，公佈姬振《ViViD》MV預告。10月2日，Block Berry Creative宣佈将推出十二人女团本月少女，并进行为期十二个月（後延長至十八個月）的出道前宣传计划。随即，姬振於巴黎拍摄的抒情版MV预告公开 ，并在公车站等媒体大量投放广告。10月5日，本月少女的第一张出道前宣传单曲《HeeJin》公开音源和MV。主打曲《ViViD》是成员姬振的Solo单曲，并收录同一曲目的抒情版本。两个版本均有拍摄MV，且抒情版本的MV在法国巴黎取景。
10月28日，官方推特公佈第二位成員賢眞，并公開预告照片。11月7-9日，公佈賢眞《來了又走 (Around You)》、《I'll Be There》MV及日本預告。11月17日，第二首出道前单曲《HyunJin》公开音源及主打曲目《来了又走 (Around You)》的官方MV。同时，也发佈《I'll Be There》的MV，由已公布的两名成员共同参与。两支MV均赴日本东京进行取景。
12月8日，官方推特公佈第三位成員夏瑟，并開始公開预告照片。12月12-14日，公佈夏瑟《少年、少女 (Let Me In)》、《The Carol》MV、冰島及倫敦預告。12月15日，第三首出道前单曲《HaSeul》公开音源，两首收录曲的MV同时公开。《少年、少女 (Let Me In)》是夏瑟的Solo曲目，在冰岛取景，而《The Carol》则是已公开三人的合唱曲，在英国伦敦取景。

### 2017年
本月少女於2017公佈7名成員，並且組建兩組固定小分隊，和一組企劃分隊：固定小分隊本月少女 1/3公佈於2月1日，該分隊由五名成員：ViVi、夏瑟、姬振、賢眞、汝眞组成，以清純風格為主題並推出迷你專輯《Love & Live》、改版《Love & Evil》。公佈於8月23日的本月少女 ODD EYE CIRCLE則是由眞率、Kim Lip、Choerry組成，以帥氣、魅力少女（Girl Crush）為主題，發行迷你專輯《Mix & Match》、改版《Max & Match》。ViRryVes則是在12月13日推出的首個企劃分隊，該分隊由ViVi、Choerry及Yves組成，發行一首單曲《The Carol 2.0》。
1月4日，官方推特公佈第四位成員汝眞，并開始公開预告照片。3月8-10日，分別上传本月少女 1/3的紐西蘭、香港、《Love & Live》MV预告。3月12日，本月少女 1/3在人氣歌謠進行新歌《現在，喜歡 (Love & Live)》和收錄曲《You and Me Together》的出道舞台。3月13日，公开專輯《Love & Live》的音源及主打曲《現在，喜歡 (Love & Live)》的MV。
4月5日，官方推特開始公佈第五位成員ViVi出道前单曲的预告照片。4月14-16日，公佈ViVi Solo曲目《Everyday I Love You》、《Everyday I Need You》MV及釜山預告。4月17日，公開第五張出道前單曲《ViVi》音源和主打曲《Everyday I Love You》MV。本次单曲的写真在韩国釜山进行取景；MV中可見之前公開的四位成員也參與拍攝，成員夏瑟更參與配唱，此外專輯中還收錄與新成員眞率合作的《Everyday I Need You》。
4月24日，官方释出预告，本月少女 1/3的第一張迷你专辑改版《Love & Evil》将于27日公开。主打曲为《未知的秘密 (Sonatine)》。4月25日，官方推特開始公開本月少女 1/3成員的预告照片。4月27日，公開《Love & Evil》的音源及主打曲《未知的秘密 (Sonatine)》MV。在MV介绍中，官方提及五、六、七三个月份的少女将组成新的小分队。
5月15日，官方推特公佈第六位成員Kim Lip，并開始公開预告照片。5月20及21日，分別公佈Kim Lip主打曲《Eclipse》MV預告及專輯預覽。5月23日，第六首出道前单曲《Kim Lip》的两首Solo曲目音源，和主打曲《Eclipse》MV公开。

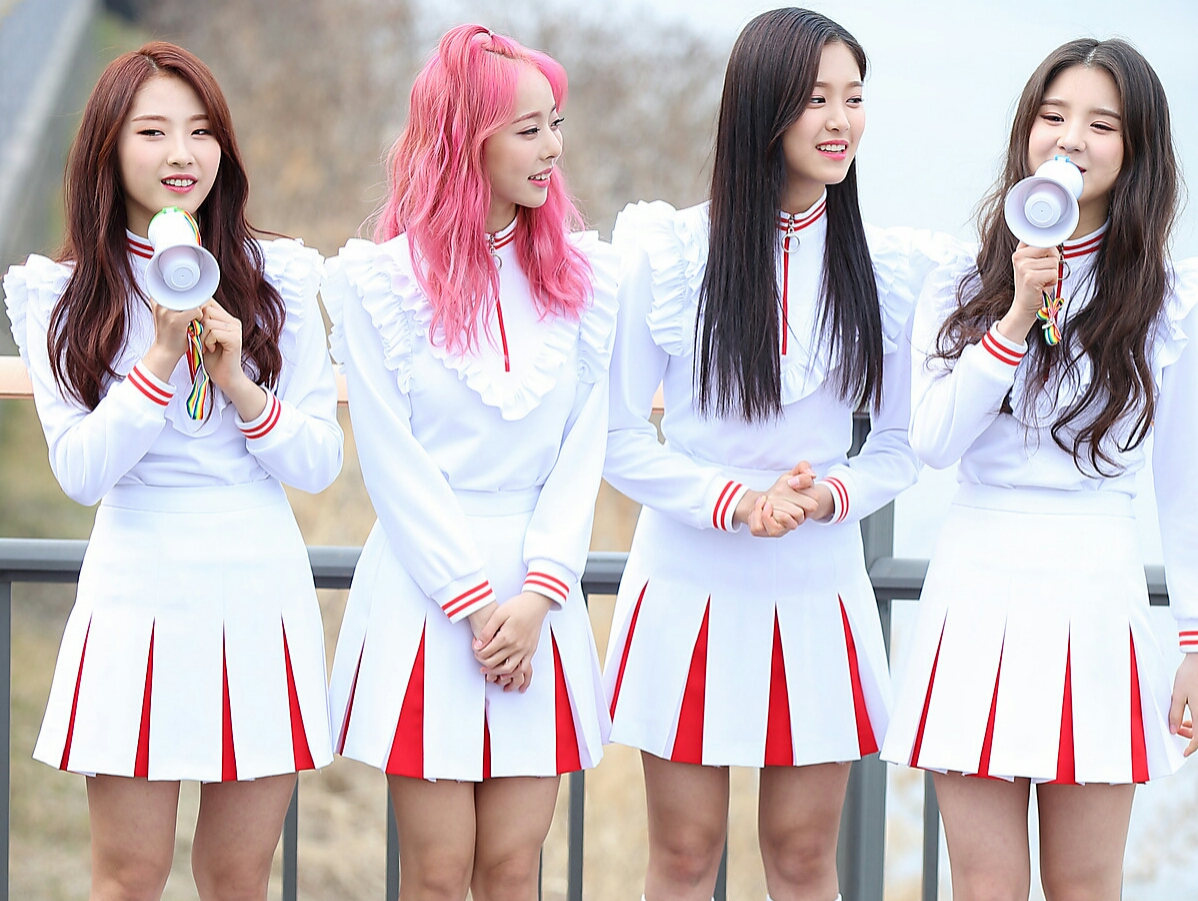
2017年 本月少女 1/3

6月13日，官方推特開始公佈第七位成員眞率出道前单曲的预告照。6月21日，公佈眞率Solo曲目《Singing in the Rain》的MV預告。6月26日，公开第七首出道前单曲《JinSoul》的两首曲目音源，和主打曲《Singing in the Rain》MV，而收錄曲《Love Letter》是由Kim Lip和眞率合唱。
7月12日，官方推特公佈第八位成員Choerry，并開始公開预告照片。7月25及26日，公佈Choerry Solo曲目《Love Cherry Motion》的MV預告。7月28日，公开第八首出道前单曲《Choerry》的两首曲目音源，包括主打曲《Love Cherry Motion》MV和與眞率合唱的收錄曲《Puzzle》。
新小分隊被命名為「本月少女 ODD EYE CIRCLE」（韓語：이달의 소녀 오드아이써클），由Kim Lip、眞率及Choerry所組成。9月12日，官方推特開始公開本月少女 ODD EYE CIRCLE團體及成員個人预告照片。9月18-20日，分別上传本月少女 ODD EYE CIRCLE的主打曲《Girl Front》預告、專輯預覽及洛杉磯预告。9月21日，公開專輯《Mix & Match》的5首曲目音源，和主打曲《Girl Front》MV。同日本月少女 ODD EYE CIRCLE在M Countdown進行新歌《Girl Front》的出道舞台。9月22日，《Mix & Match》得到美國iTunes韓國流行音樂專輯排行榜的第2位，更於28日成為本月少女首張打入美國Billboard世界專輯排行榜第十位的專輯。
9月30日，根據韓國媒體報導，姬振、賢眞以及夏瑟將參與YG娛樂和JTBC製作的真人秀《MIXNINE》。其中夏瑟被淘汰，賢眞取得A級，姬振取得B級。
10月18日，官方推特宣布23日推出英文單曲《LOONATIC (English Ver.)》。隔日，本月少女 ODD EYE CIRCLE的第一張迷你專輯改版《Max & Match》的预告照片开始公开，专辑于10月31日发售。10月23日，公開《LOONATIC (English Ver.)》的歌詞版MV及音源，并於美國iTunes韓國流行音樂排行榜得到第3位。10月26及27日 ，公布《Sweet Crazy Love》MV預告和專輯預覽。10月31日，官方公開《Max & Match》專輯音源及主打曲《Sweet Crazy Love》MV。11月1日，《Max & Match》和主打曲《Sweet Crazy Love》分別得到美國iTunes韓國流行音樂專輯排行榜及美國iTunes韓國流行音樂排行榜第2位。

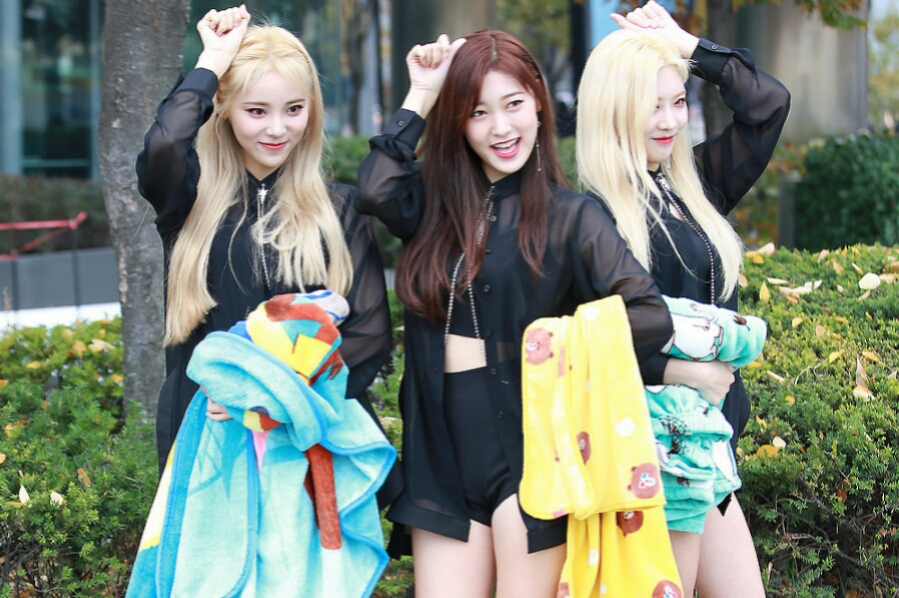
2017年 本月少女 ODD EYE CIRCLE

11月14日，官方推特公佈第九位成員Yves，并開始公開预告照片。11月24日，公佈Yves Solo曲目《new》的MV預告。11月28日，公开《Yves》的两首曲目音源，和主打曲《new》MV。MV中可見ViVi及Choerry參與演出。另外，在MV介紹中，官方提及新的小分隊將由4名成員組成。主打曲《new》得到美國iTunes 韓國流行音樂排行榜第4位。
12月14日，官方推特公佈第十位成員Chuu，并開始公開预告照片。12月25日，公佈Chuu Solo曲目《Heart Attack》的MV預告。12月28日，《Chuu》的两首曲目音源，和主打曲《Heart Attack》MV公开。MV中可見Yves及夏瑟參與演出。收錄曲是與Yves合唱的《Girl's Talk》。主打曲《Heart Attack》得到美國iTunes韓國流行音樂排行榜第3位。

### 2018年

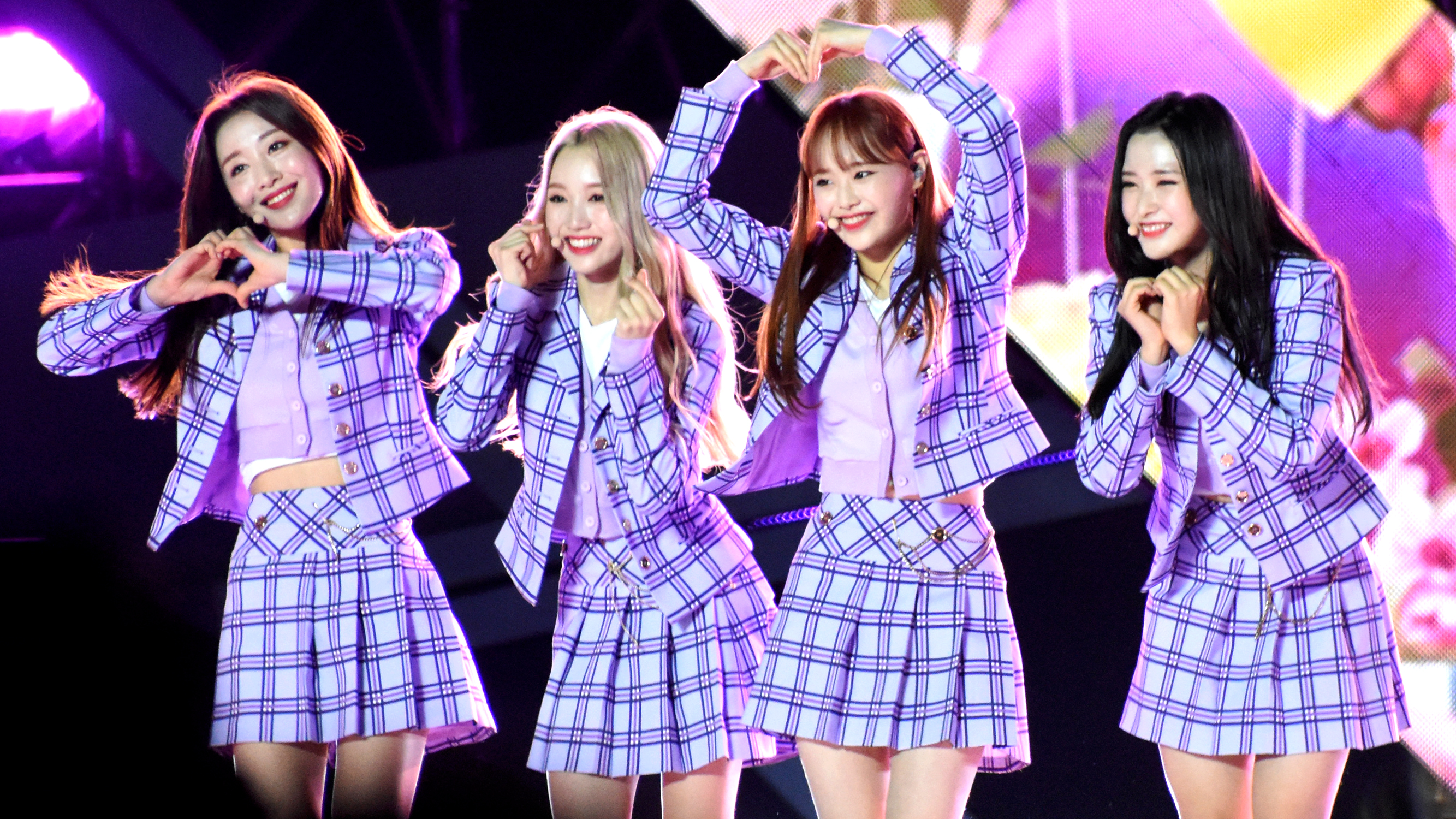
2018年 本月少女 yyxy

1月15日，官方推特開始公開第十一名成員Go Won的预告照片。1月26日，MIXNINE最终集播出，姬振在女子组排名第4，賢眞进入前18名，但女子组惜败男子组，未能在节目中出道。1月28日，官方於YouTube及V Live上公布Go Won出道單曲《One & Only》預告影片。1月30日，《Go Won》的两首曲目音源，和主打曲《One & Only》MV公开。MV中可見Choerry、Yves及Chuu參與演出。收錄曲《See Saw》則由Go Won與Chuu合唱，加上Kim Lip參與配唱。
3月17日，第十二位成員Olivia Hye的預告照片於0時開始公開。3月27日，官方於YouTube及V live上公布Olivia Hye出道單曲《Egoist》預告影片。3月30日，《Olivia Hye》的两首曲目音源，和主打曲《Egoist》MV公开。MV中可見姬振、眞率、Yves、Chuu 及 Go Won參與演出。而Go Won與Olivia Hye合唱的收錄曲《Rosy》有姬振參與feat。官方於MV介紹中公布第三個小分隊將於2018年5月出道，並預告將舉辦活動。《Egoist》登上包括美國等9個國家iTunes韓國流行音樂排行榜第1位。
4月27日，第三个小分队被命名為「本月少女 yyxy」（韓語：이달의 소녀 yyxy），由Yves、Chuu、Go Won和Olivia Hye組成。
5月10日，官方推特公開本月少女 yyxy的首張迷你專輯《beauty&thebeat》預告照片，並陸續公開各成員預告照、團體預告照。較以往不同的是，本次專輯是將總共五首的曲目每日逐一公開，照片下方還有以英文及韓文寫成的註記，還有專屬的介紹。本次主打曲《love4eva》與加拿大音樂製作人Grimes合作，這是她第一次參與Kpop音樂的製作。5月30日，公開本月少女 yyxy的首張迷你專輯《beauty&thebeat》音源及主打曲《love4eva》的MV。《beauty&thebeat》於6月6日得到美國Billboard世界專輯排行榜第六位。
6月2日及3日，「Premier Greeting - Line & Up」活動在首爾舉行，此次粉絲見面會包括各個小分隊的表演，以及部分成員首次在舞台上演唱自己的solo曲目，其中本月少女 yyxy也是第一次公開表演，活動亦有播放未公開之影片，最後如之前預告般，還展示本月少女第一次以十二人完整體的特別舞台。6月7日，本月少女 yyxy於M Countdown進行新歌《love4eva》的出道舞台。6月11日，官方在關於「PREMIER GREETING : Line & Up」活動的預告中公佈出道演唱會，集結12位少女，將於2018年8月19日舉辦。
7月7日，「Cinema Theory - [Up & Line] in BUSAN」於釜山舉辦。7月10日，官方推特公佈粉絲名為《Orbit（韓語：오빛 ）》。
8月7日，公佈先行曲《favOriTe》的MV及音源。8月8日，《favOriTe》在iTunes上榮登美國、英國、加拿大等多個國家的韓國流行音樂排行榜榜首，在阿根廷、巴西、新加坡、芬蘭等多個國家的流行歌曲排行榜上也登上第一位。
8月9日，官方開始公開本月少女首張迷你專輯《+ +》的個人預告照片。8月17日，官方推特公佈本月少女完整體的出道曲《Hi High》預告影片。8月19日，於首爾舉行本月少女的出道演唱會「Debut Concert［LOOΠΔbirth］」，為出道前一天的全體活動。8月20日，官方正式公布本月少女首張迷你專輯《+ +》所有曲目音源及出道曲《Hi High》MV；同日舉行出道Showcase，正式以完整體出道。8月21日，出道迷你專輯《+ +》登上美國、英國、加拿大、澳大利亞等多個國家的iTunes韓國流行音樂專輯排行榜的冠軍，不僅專輯排行榜，出道主打曲《Hi High》也在美國、英國等多個國家的韓國流行音樂排行榜上獲得第一名，《+ +》更於iTunes世界專輯排行榜獲得第二名。8月23日，本月少女於M Countdown進行出道曲《Hi High》和先行曲《favOriTe》的出道舞台。
8月28日，於20日公開的出道曲《Hi High》MV在公開8天後播放數突破1000萬次，為本月少女首個1000萬觀看數的MV。《+ +》更於同日獲得美國Billboard世界專輯排行榜及Heatseekers專輯排行榜第四名。
11月4日，本月少女獲得第25屆MTV歐洲音樂大獎（MTV Europe Music Awards）最佳韓國藝人（Best Korea Act），為本月少女獲得的首個獎項。11月23-25日，「[LOONA Studio] in SEOUL」一連三日共五場的活動在首爾舉行，成員們於此次活動中使用即時聊天室和像可視電台般與粉絲交流，以及在各種主題中穿插不同成員的翻唱現場表演。
12月10日，首次出席參加Mnet亞洲音樂大獎頒獎典禮，表演包括各小分隊主打曲和出道曲《Hi High》的特別舞台。12月19日，本月少女於「2019年韓國第一品牌大賞」獲得「最期待女子新人偶像」的獎項及進行得獎舞台。

### 2019年
2月1日，官方透過SNS開始公開本月少女迷你專輯改版《X X》的個人預告照片。2月19日，官方於公佈下午六時公布本月少女迷你專輯改版《X X》所有曲目音源及主打曲《Butterfly》MV。主打曲首日音源成績良好，各音源排行榜最高位置為MelOn榜63位、Genie榜73位、Naver榜4位、Bugs榜6位、Soribada榜56位。2月20日，《X X》首次登頂於iTunes世界專輯排行榜第一名，更於美國、奧地利、西班牙、法國等26個國家的iTunes流行音樂專輯排行榜中佔據首位，而在美國、加拿大等多個國家的韓國流行音樂排行榜上也獲得第一名。2月21日，本月少女於M Countdown進行《Butterfly》的首個回歸舞台。
2月27日，《X X》獲得美國Billboard世界專輯排行榜第四名及Heatseekers專輯排行榜第八名，專輯於美國售出2,000張，而主打曲《Butterfly》也得到Billboard世界數位單曲銷售排行榜的第六名。
7月18日，參加「2019 MTN放送廣告節」，並獲得「CF Star獎 新人」的獎項。
8月16-17日，本月少女於「KCON 2019 LA」活動中首次參與海外公演。8月22日，於第3屆「Soribada最佳音樂大獎」中獲得「新韓流表演賞」的獎項。
10月18日，《X X》在發行八個月後，重新登上美國iTunes整體專輯排行榜首位。此外，在全球世界各地的iTunes整體專輯排行榜上也刷新自己的紀錄，總共有34個國家都得到一位。
11月26日，前往越南河內參加2019年度的「亞洲明星盛典(Asia Artist Award)」，獲得「STAR15 人氣賞」和「AAA FOCUS獎」兩個獎項。
12月13日，官方於零時發佈先行單曲《365》的MV預告，同日下午六時公佈音源。12月14日，舉行一天兩場的粉絲見面會「Premier Greeting - [Meet ＆ Up]」。
12月16日，先行單曲《365》在包括美國在內全世界22個國家的iTunes單曲排行榜中登上榜首，刷新K-POP組合在美國iTunes單曲排行榜上最短時間佔據第一位的紀錄，更使本月少女成爲首個在美國iTunes單曲和專輯兩個整體排行榜中佔據第一位的韓國女子團體。

### 2020年
1月8日，夏瑟因健康原因暫停活動，公司通過官方立場表示：“夏瑟最近因出現心理不安症狀而進行就醫。經過精密檢查及診療結果確診為反覆的不安症狀，醫生建議今後要同時進行穩定和積極的治療才能痊癒”。因此，夏瑟在短期內將集中於治療，不參加新專輯回歸活動，在夏瑟恢復健康之前，本月少女將以11人體制活動。另外，所屬社還表示：“夏瑟通過治療狀態正在好轉，包括成員在內的家人及公司人員在努力幫助夏瑟恢復健康”。
1月14日，官方透過SNS開始公開本月少女第二張迷你專輯《#》的個人預告照片。2月5日，官方於公佈下午六時公布本月少女第二張迷你專輯《#》所有曲目音源及主打曲《So What》MV；同日舉行回歸Showcase，並以V Live向全球直播。主打曲各音源排行榜最高位置為MelOn榜87位、Genie榜41位、Naver榜6位、Bugs榜4位、Soribada榜22位、FLO榜97位、Vibe榜6位。2月6日，《#》登上iTunes世界專輯排行榜第一名，主打曲《So What》也獲得iTunes世界單曲排行榜第八位；《#》更在美國、英國、阿根廷、巴西、法國等全球56個國家或地區的iTunes專輯排行榜中獲得冠軍，成為韓國女子團體中的最佳紀錄(截至同年9月已在61個國家或地區iTunes專輯排行榜中獲得冠軍)；，同日，於M Countdown進行《So What》的首個回歸舞台。
2月12日，本月少女在《#》發行後登上Billboard的七個排行榜，再次刷新自己的紀錄；包括在Billboard世界專輯排行榜上排名第四，主打歌《So What》也在世界數位單曲銷售排行榜上排名第四。3月12日，本月少女憑《So What》於《M! Countdown》獲得出道以來首個音樂節目一位。6月8日，於2020年度的「品牌顧客忠誠度大賞」中獲得「Rising Star獎 (女子偶像)」獎項。8月13日，參加第4屆「Soribada最佳音樂大獎」中獲得「新韓流Rising Hot Star賞」的獎項。
9月15日，出道專輯《+ +》在發行兩年後，重新登上美國iTunes整體專輯排行榜的冠軍，成為首個所有專輯都登上美國iTunes整體專輯排行榜第一的韓國女子團體。9月18日，官方透過SNS開始公開本月少女第三張迷你專輯《12:00》預告照片。10月19日下午六時，正式推出本月少女第三張迷你專輯《12:00》所有曲目音源及主打曲《Why Not?》MV；同日舉行回歸Showcase。10月20日，於Chuu21歲生日的零時零分所舉行的首個線上演唱會圓滿結束；同日，主打曲各音源排行榜最高位置為Bugs榜15位、Naver榜16位，Soribada榜47位、Genie榜63位。10月21日，《12:00》登上iTunes世界專輯排行榜第一名，更在20日起連續三天保持排名第一的位置，而主打曲《Why Not?》也獲得iTunes世界單曲排行榜第十位；《12:00》更在美國、英國、意大利、巴西、西班牙等全球50個國家或地區的iTunes專輯排行榜中獲得冠軍10月22日，於M Countdown進行《Why Not?》的首個回歸舞台，並由Chuu擔當特別MC。
10月27日，本月少女第三張迷你專輯《12:00》登上Billboard的七個排行榜，包括在Billboard世界專輯排行榜上排名第7位，Heatseekers專輯排行榜3位，Emerging Artists排行榜9位，Top Current Albums排行榜13位，Top Album Sales排行榜17位，Social 50排行榜41位及Independent Albums排行榜47位；另外，也是本月少女首次進入Rolling Stone Top 200專輯排行榜的182位。11月3日，《12:00》以8400張的總銷量在出道兩年首次進入Billboard 200的112位，為KPOP第六組進入Billboard 200的女歌手，是第一隊四代女團，亦是中小型娛樂公司出身的女團最初紀錄。此外，這是本月少女首次連續兩周都登上Billboard多個排行榜；另外，於美國滾石TOP 200專輯排行榜中上升到78位。
12月5日，於2020年度的第15屆「亞洲模特盛典」中獲得了「人氣Star獎」的獎項。12月31日，本月少女首次參加MBC年末歌謠節目《2020 歌謠大祭典 : THE MOMENT》，以及與其他歌手以80年代的復古風格合作翻跳《Blinding Lights》和《D.I.S.C.O》的特別舞台。

### 2021年
1月9日，本月少女於第35屆「金唱片獎」中獲得了「Next Generation獎」。1月24日，Chuu於2020年的「APAN MUSIC AWARDS」中獲得了「Female Entertainer獎」的獎項。
3月24日，《Star》連續九星期在北美的廣播排行榜「Mediabase Top 40 chart」上榜，於今年1月底首次打入「Mediabase Top 40 chart」榜單後，以持續上升的曲線俘獲美國的廣播聽衆，並於本月20日在「Mediabase Top 40 chart」位居第37名，以連續九星期達成韓國女團的最長在榜新紀錄。
5月10日，本月少女出席在首爾國立現代美術館舉行的2021海外文化大使任命儀式，正式受任為2021年度「韓國海外文化宣傳院 (KOCIS)」及「Talk Talk Korea」的宣傳大使。
6月1日，官方宣布本月少女將於6月28日以第四張迷你專輯《&》回歸。次日，官方透過SNS開始公開首張預告照片。6月3-6日，以時隔一年六個月回歸活動的夏瑟為首，每天分別公開三位成員每人三種形象概念的個人預告照片。6月7日，官方於SNS公布本月少女將於27日舉辦粉絲見面會「LOOПΔ Premier Greeting – [D&D]」和28日的線上演唱會「LOOΠΔ On Wave [LOOΠΔTHEWORLD : &]」，時隔2年將以完整體演出與全世界的粉絲們見面。
6月28日，官方於公佈下午六時正式推出本月少女第四張迷你專輯《&》所有曲目音源及主打曲《PTT (Paint The Town)》MV，還有日文版的音源；同日舉行回歸Showcase和線上演唱會。6月29日，《&》登上iTunes世界專輯排行榜第一名，更再次連續三天保持排名第一的位置，而主打曲《PTT (Paint The Town)》也獲得iTunes世界單曲排行榜第四位；《&》更在美國、加拿大、阿根廷、巴西、西班牙等全球30多個國家或地區的iTunes專輯排行榜中獲得冠軍。7月1日，於M Countdown進行《PTT (Paint The Town)》的首個回歸舞台。在回歸的下一週，《PTT (Paint The Town)》於7月6日在《THE SHOW》第一次以十二人完整體獲得音樂節目一位。
7月13日，本月少女第四張迷你專輯《&》登上Billboard的六個排行榜，包括在Billboard世界專輯排行榜上排名第14位，Heatseekers專輯排行榜24位，Emerging Artists排行榜32位，Top Current Albums排行榜59位，LyricFind Global排行榜8位，而主打曲《PTT (Paint The Town)》也在World Digital Song Sales排行榜得到17位。此外，《&》也在英國的Official專輯下載排行榜Top 100中排行第21位，還有在Media Traffic發布的United世界專輯排行榜中排行第7位。
8月27日，官方正式公布本月少女將於9月15日推出雙主打曲的日本出道單曲《HULA HOOP/ StarSeed ～カクセイ～》的音源，包括先行發布的日文版的《PTT (Paint The Town)》在內總共四首歌，而實體唱片會在10月20日正式發售。9月7日，官方公布日本出道單曲的十二人預告照片，並會於14日舉辦線上Talk Event以紀念日本正式出道。9月15日，官方於韓國及日本時間零時正式推出本月少女日本出道單曲《HULA HOOP/ StarSeed ～カクセイ～》的所有曲目音源。同日，《HULA HOOP/ StarSeed ～カクセイ～》登上iTunes世界專輯排行榜第二名，更在美國、香港、菲律賓、荷蘭、巴西、西班牙等全球26個國家的iTunes專輯排行榜中獲得冠軍。
9月16日，本月少女於「2021 NEWSIS K-EXPO 韓流文化大賞頒獎典禮」中獲得「首爾市議會主席獎」。
10月16日，官方於半夜零時推出日本出道單曲雙主打曲之一的《HULA HOOP》MV。

### 2022年
1月17日，官方於SNS公布2022本月少女演唱會[LOOΠΔVERSE : FROM]將於2月12日下午3點(KST)於首爾獎忠體育館線上線下同時舉行2月8日，官方通過官咖及新聞發佈關於Chuu因健康原因缺席為期兩天的演唱會活動。
2月21日，Mnet官方宣布本月少女將會出演《Queendom 2》女團競演節目。28日，官方通過官咖及新聞宣布夏瑟、汝眞和ViVi已被確診COVID-19。27日有部分成員快速抗原檢測呈陽性，正在進行PCR測試並等待結果。因此，本月少女將無法參加原定於28日舉行的Mnet《Queendom 2》第一階段競演。
3月1日，官方通過官咖及新聞宣布27日進行的PCR檢測結果，除了賢眞外，其餘11名成員都被確診COVID-19，並已暫停所有行程。3日，官方通過官咖及新聞宣布賢眞已被確診COVID-19。6月1日，官方於SNS公布本月少女將於美國九個城市舉辦首次世界巡迴演唱會[LOONATHEWORLD]。。
6月2日，經過大約四個月的競賽後，出演《Queendom 2》的直播最終舞台，本月少女於頭三場競演中獲得18404分排行第五，之後在決賽上於事前音源分數獲得20000分滿分，Fan’s choice官網投票與YOUTUBE觀看數分數中獲得9584分，直播投票分數再次獲得30000分滿分，最終以77988分獲得亞軍。
6月3日，官方通過官咖及新聞發佈關於Chuu因為預先確定的下半年日程，將缺席首次世界巡迴演唱會。
6月20日，官方於公佈下午六時正式推出本月少女夏日特別迷你專輯《Flip That》所有曲目音源及同名主打曲的MV；同日舉行疫情後首個線上線下同步的回歸Showcase；同日，本月少女憑主打曲《Flip That》首次在Bugs實時音源排行榜空降一位，而專輯的所有收錄曲都進入排行榜的上位圈，首日也在每日音源排行榜中拿到第二位，次日在每日專輯排行榜也登上首位。6月22日，《Flip That》登上iTunes世界專輯排行榜第一名，更在美國、巴西、荷蘭、墨西哥、西班牙等全球30多個國家或地區的iTunes專輯排行榜中獲得冠軍，而且，從出道專輯《+ +》開始，出道後發行的專輯都登上美國iTunes專輯排行榜的第一位，本月少女憑藉新專輯《Flip That》延續這一紀錄，而主打曲也獲得iTunes世界單曲排行榜第九位，在阿根廷、智利、祕魯等11個國家及地區iTunes歌曲排行榜上榮登榜首；同日，專輯銷量在頭兩天打破以往自身的首日和首周紀錄，首周的初動銷量最終超過117,300張，比《&》增長約1.5倍。6月23日，於M Countdown進行《Flip That》的首個回歸舞台。6月28日，本月少女時隔一年的回歸《Flip That》於《THE SHOW》獲得音樂節目一位；翌日，在 《Show Champion》再次奪冠，是出道以來首次在一次回歸中獲得兩個音樂節目一位。
7月18日，官方於SNS公布將於9月28日發行日本第二張單曲《LUMINOUS》，並於10月1日在東京Tokyo Garden Theater舉行本月少女首個日本單獨演唱會。7月23日，官方公布本月少女的世界巡迴演唱會[LOONATHEWORLD]在美洲後的下一站將會於9月在歐洲五個城市舉辦。由9月6日於波蘭華沙開始，終點站是9月16日的英國倫敦。7月25日，日本官方宣布本月少女的新曲「SICK LOVE Performed by LOONA ODD EYE CIRCLE+」被選為MBS/TBS電視劇《據倖存的六人所述》的片尾主題曲，新曲將由小分隊ODD EYE CIRCLE三名及另一名成員共四人參與，該電視劇將於8月9日開始放送。
11月25日，官方宣布將Chuu自本月少女移除，理由是「對本公司員工施行言語暴力」，但官方拒絕向大眾提供相關證據。短短3天後的11月28日，除了ViVi和賢眞之外，其餘9位本月少女成員（Yves、眞率、夏瑟、Kim Lip、姬振、Go Won、Choerry、Olivia Hye、汝眞）皆已發起訴訟，欲解除與Blockberry Creative的合約。
12月12日，官方宣布本月少女即將於2023年1月3日以11人體制回歸，並於隔日發布新專輯《0》的預告影片。然而由本月少女粉絲組成的聯盟LOONA Union自12月8日開始發起對Blockberry Creative的杯葛，其杯葛對象亦包含此次即將到來的回歸。
12月某日，Block Berry Creative公司向韓國演藝經紀協會（한국연예매니지먼트협회）與韓國演藝製作者協會（한국연예제작자협회）提交禁止Chuu演藝活動申請。

### 2023年
1月13日，韓國首爾地方法院宣判Kim Lip、姬振、眞率、Choerry的解約訴訟，假處分一部勝訴，其餘5位成員假處分請求被駁回。2月1日，Block Berry Creative公司計畫向演藝協會獎懲委員會（연매협 상벌위원회）提交禁止眞率、Kim Lip、姬振與Choerry演藝活動的陳情書。2月3日，賢眞、ViVi向法院提起與Block Berry Creative公司專屬合約無效之訴。
3月3日，本月少女以11人體制在日本舉行演唱會，本次演唱會成員將不會取得任何報酬。3月14日，眞率、Kim Lip、姬振和Choerry與經紀公司Modhaus簽約，加入經紀公司Modhaus的ARTMS計畫。
3月27日，Modhaus申請小分隊ODD EYE CIRCLE的商標，並於同年5月15日申請小分隊yyxy的商標。4月7日，Chuu與經紀公司ATRP娛樂簽約。5月8日，賢眞、ViVi的解約訴訟，假處分一部勝訴。6月11日，賢眞、ViVi與經紀公司CTDENM簽約。
6月16日，Yves、夏瑟、Go Won、Olivia Hye、汝眞的解約訴訟假處分上訴成功。Block Berry Creative將成員的專屬合約轉讓至日本環球音樂一事中，並沒有事前得到成員書面同意，審判庭認為此事存在問題，故此判定停止各成員專屬合約的效力，代表本月少女所有成員正式離開Block Berry Creative公司自由活動。
6月21日，夏瑟正式與經紀公司Modhaus簽訂專屬合約並加入ARTMS計畫。7月5日，CTDENM宣布與Go Won、Olivia Hye、汝眞簽訂專屬合約。

### 2024年
3月14日，Yves 與 Paix Per Mil 簽署獨家合約。
6月，Chuu與Block Berry Creative解約訴訟，勝訴確定，合約無效。
11月，ViVi、Hyunjin、Go Won、Hyeju、Yeojin以Loossemble出道一年，結束合約。

### 2025年
4月17日，Yves、夏瑟、Go Won、慧舟、汝眞，與Block Berry Creative解約訴訟，一審勝訴。

## 成員資料
- 姓名粗體為隊長

| 藝名                             | 藝名                             | 藝名                             | 姓名                                   | 出生日期 地點                           | 象徵                             | 象徵                             | 象徵                             | 學歷                                                                 | 簽約公司                         |
| 中文                             | 英文                             | 韓文                             | 姓名                                   | 出生日期 地點                           | 颜色                             | 動物                             | 水果                             | 學歷                                                                 | 簽約公司                         |
| 法院判決可自由進行演藝活動之成員 | 法院判決可自由進行演藝活動之成員 | 法院判決可自由進行演藝活動之成員 | 法院判決可自由進行演藝活動之成員       | 法院判決可自由進行演藝活動之成員        | 法院判決可自由進行演藝活動之成員 | 法院判決可自由進行演藝活動之成員 | 法院判決可自由進行演藝活動之成員 | 法院判決可自由進行演藝活動之成員                                     | 法院判決可自由進行演藝活動之成員 |
| -------------------------------- | -------------------------------- | -------------------------------- | -------------------------------------- | --------------------------------------- | -------------------------------- | -------------------------------- | -------------------------------- | -------------------------------------------------------------------- | -------------------------------- |
| ViVi                             | ViVi                             | 비비                             | 黃珈熙 Wong Ka Hei 韓名：／ Hwang A Ra | 1996年12月9日 · 英屬香港新界西屯門區    | 玫瑰粉                           | 鹿                               |                                  | 天主教鳴遠中學（畢業）                                               | CTDENM                           |
| Yves                             | Yves                             | 이브                             | ／ Ha Soo Young                        | 1997年5月24日 · 釜山廣域市              | 酒红                             | 天鵝                             | 蘋果                             | 曉巖高等學校（畢業）                                                 | PAIX PER MIL                     |
| 眞率                             | JinSoul                          | 진솔                             | ／ Jeong Jin Sol                       | 1997年6月13日 · 首爾特別市              | 藍 黑                            | 藍搏魚                           |                                  | 徽慶女子高等學校（畢業） 國際藝術大學 實用音樂科（畢業）             | Modhaus                          |
| 夏瑟                             | HaSeul                           | 하슬                             | ／ Cho Ha Seul                         | 1997年8月18日 · 全羅南道順天市          | 綠                               | 白鳥                             |                                  | 上元高等學校（畢業）                                                 | Modhaus                          |
| Kim Lip                          | Kim Lip                          | 김립                             | ／ Kim Jung Eun                        | 1999年2月10日 · 忠清北道清州市          | 紅                               | 貓頭鷹                           |                                  | 韓林演藝藝術高等學校 實用音樂科（畢業）                              | Modhaus                          |
| Chuu                             | Chuu                             | 츄                               | ／ Kim Ji Woo                          | 1999年10月20日 · 忠清北道清州市         | 淡珊瑚                           | 企鵝                             | 草莓                             | 韓林演藝藝術高等學校 實用音樂科（畢業）                              | ATRP                             |
| 姬振                             | HeeJin                           | 희진                             | ／ Jeon Hee Jin                        | 2000年10月19日 · 忠清南道論山市         | 桃                               | 兔                               |                                  | 漢城女子高等學校（畢業）                                             | Modhaus                          |
| 賢眞                             | HyunJin                          | 현진                             | ／ Kim Hyun Jin                        | 2000年11月15日 · 首爾特別市冠岳區新林洞 | 黃                               | 貓                               |                                  | 漢城女子高等學校（畢業）                                             | TriangleENM                      |
| Go Won                           | Go Won                           | 고원                             | ／ Park Chae Won                       | 2000年11月19日 · 仁川廣域市中區         | 湖水綠                           | 蝴蝶                             | 鳳梨                             | 仁川天空高等學校（轉學） 博文女子高等學校（肄業）                    | CTDENM                           |
| Choerry                          | Choerry                          | 최리                             | ／ Choi Ye Rim                         | 2001年6月4日 · 京畿道富川市             | 紫 白                            | 果蝠                             | 櫻桃                             | 誠信女子高等學校（畢業）                                             | Modhaus                          |
| Olivia Hye （慧舟）              | Olivia Hye （慧舟）              | 올리비아 혜 （혜주）             | ／ Son Hye Ju                          | 2001年11月13日 · 京畿道議政府市         | 灰 銀                            | 狼                               | 李子                             | 議政府女子高等學校（轉學） 誠信女子高等學校（肄業）                  | CTDENM                           |
| 汝眞                             | YeoJin                           | 여진                             | ／ Im Yeo Jin                          | 2002年11月11日 · 大邱廣域市             | 橙                               | 青蛙                             |                                  | 貞和女子商業高等學校（轉學） 首爾公演藝術高等學校 實用舞蹈科（畢業） | CTDENM                           |

#### Solo順序與子團
| 藝名                | 藝名                | 藝名                 | Solo歌曲                                            | 成員公開次序 | 子團       | 子團           | 子團       | 新組合     | 新組合 |
| 中文                | 英文                | 韓文                 | Solo歌曲                                            | 成員公開次序 | 1/3        | ODD EYE CIRCLE | yyxy       | LOOSSEMBLE | ARTMS  |
| ------------------- | ------------------- | -------------------- | --------------------------------------------------- | ------------ | ---------- | -------------- | ---------- | ---------- | ------ |
| ViVi                | ViVi                | 비비                 | 《Everyday I Love You》 （页面存档备份，存于）      | 5            |            |                |            |            |        |
| Yves                | Yves                | 이브                 | 《new》 （页面存档备份，存于）                      | 9            |            |                | · （隊長） |            |        |
| 眞率                | JinSoul             | 진솔                 | 《Singing In The Rain》 （页面存档备份，存于）      | 7            |            |                |            |            |        |
| 夏瑟                | HaSeul              | 하슬                 | 《少年、少女（Let Me In）》 （页面存档备份，存于）  | 3            | · （隊長） |                |            |            |        |
| Kim Lip             | Kim Lip             | 김립                 | 《Eclipse》 （页面存档备份，存于）                  | 6            |            | · （隊長）     |            |            |        |
| Chuu                | Chuu                | 츄                   | 《Heart Attack》 （页面存档备份，存于）             | 10           |            |                |            |            |        |
| 姬振                | HeeJin              | 희진                 | 《ViViD》 （页面存档备份，存于）                    | 1            |            |                |            |            |        |
| 賢眞                | HyunJin             | 현진                 | 《來了又走（Around You）》 （页面存档备份，存于）   | 2            |            |                |            | · （隊長） |        |
| Go Won              | Go Won              | 고원                 | 《One & Only》 （页面存档备份，存于）               | 11           |            |                |            |            |        |
| Choerry             | Choerry             | 최리                 | 《Love Cherry Motion》 （页面存档备份，存于）       | 8            |            |                |            |            |        |
| Olivia Hye （慧舟） | Olivia Hye （慧舟） | 올리비아 혜 （혜주） | 《Egoist》 （页面存档备份，存于）                   | 12           |            |                |            |            |        |
| 汝眞                | YeoJin              | 여진                 | 《接吻下次吧（Kiss Later）》 （页面存档备份，存于） | 4            | ·          |                |            |            |        |

## 固定子團

### 本月少女 1/3
本月少女 1/3（韓語：이달의 소녀 1/3；常写作LOOΠΔ 1/3）是本月少女的首個小分隊，由ViVi、夏瑟、姬振、賢眞 、汝眞组成（汝眞未参与出道专辑及后续曲的活动）   ，以清纯风格为特色。分隊隊長是夏瑟  。
本分隊得名的由来，是结成时成员为4人（姬振、賢眞、夏瑟、ViVi），正好是组合總人數12人的三分之一。出道活动结束后，汝真加入，“1/3”也有最初連續公開的姬振、賢眞、夏瑟“3”人，未参与出道活动的汝真“/”，與被隔開的ViVi “1”人的含意，連起來成為“1/3”。
2017年3月13日發行首張迷你專輯《Love & Live》，4月27日發行改版《Love & Evil》。

### 本月少女 ODD EYE CIRCLE
本月少女 ODD EYE CIRCLE（韓語：이달의 소녀 오드아이써클；常写作LOOΠΔ / ODD EYE CIRCLE）是本月少女的第二個小分隊，由眞率、Kim Lip、Choerry組成，以Girl Crush為特色。分隊隊長是Kim Lip。
「ODD」代表三個月亮：一個滿月兩個弦月，「EYE」則代表成員們有特別的眼睛。
2017年9月21日發行首張迷你專輯《Mix & Match》，10月31日發行改版《Max & Match》。

### 本月少女 yyxy
本月少女 yyxy（常写作LOOΠΔ / yyxy）是本月少女的第三個小分隊，由Yves、Chuu、Go Won、Olivia Hye組成，出道前又被称为“伊甸园小分队”，设定中融入大量神话元素。隊長為Yves。
分隊名「yyxy」有兩個意思，第一個是「youth youth by young」的縮寫，第二個是與常人XY、XX染色體不同，他們有著與眾不同的YYXY染色體。
2018年5月30日发行首张迷你专辑《Beauty & the Beat》。

## 子團/新組合

### ViRryVes
ViRryVes（韓語：비리브）是本月少女的子團，由ViVi、Choerry、Yves組成，2017年12月13日發行首張單曲《The Carol 2.0》。

### Loossemble
Loossemble（韓語：루셈블）是本月少女首隊新組合，由ViVi、賢真、Go Won、慧舟、汝真組成，粉絲名為C.Loo。該組合的專屬合約已於2024年11月29日終止。

### ARTMS
ARTMS是本月少女另一隊新組合，由真率、Kim Lip、姬振、Choerry、夏瑟組成，粉絲名為OURII。

## 音樂作品
| 數位單曲 - 《favOriTe》（2018年8月7日） - 《365》（2019年12月13日） 迷你專輯 - 《[+ +]》（2018年8月20日） - 《[#]》（2020年2月5日） - 《[12:00]》（2020年10月19日） - 《[&]》（2021年6月28日） 改版專輯 - 《[X X]》（2019年2月19日） 夏日特別專輯 - 《Flip That》（2022年6月20日） 會員專輯 - 《Orbit 1.0》（2018年10月31日） 單曲 - 《HULA HOOP/ StarSeed 〜カクセイ〜》（2021年9月15日(音源)，10月20日(唱片)） - 《LUMINOUS》（2022年9月14日(音源)，9月28日(唱片)） 數位單曲 - 《PTT (Paint The Town) Japanese Ver.》（2021年6月28日） - 《SICK LOVE Performed by LOONA ODD EYE CIRCLE⁺》（2022年9月5日） | - 《HeeJin》（2016年10月5日） - 《HyunJin》（2016年11月17日） - 《HaSeul》（2016年12月15日） - 《YeoJin》（2017年1月16日） - 《ViVi》（2017年4月18日） - 《Kim Lip》（2017年5月23日） - 《JinSoul》（2017年6月26日） - 《Choerry》（2017年7月28日） - 《Yves》（2017年11月28日） - 《Chuu》（2017年12月28日） - 《Go Won》（2018年1月30日） - 《Olivia Hye》（2018年3月30日） | 本月少女 1/3 迷你專輯 - 《Love & Live》（2017年3月13日） - 1st Repackage《Love & Evil》（2017年4月27日） 本月少女 ODD EYE CIRCLE 迷你專輯 - 《Mix & Match》（2017年9月21日） - 1st Repackage《Max & Match》（2017年10月31日） 數位單曲 - 《LOONATIC》（2017年10月23日） 本月少女 yyxy 迷你专辑 - 《Beauty & the Beat》（2018年5月30日） | ViRryVes - 《The Carol 2.0》（2017年12月13日） |

## 獎項

### 大型頒獎典禮獎項
| 年份 | 名稱                                                         | 獎項                     | 提名項目 | 結果 | 備註    |
| ---- | ------------------------------------------------------------ | ------------------------ | -------- | ---- | ------- |
| 2018 | 第25屆 MTV歐洲音樂大獎 (MTV Europe Music Awards)             | 最佳韓國藝人             | 本月少女 | 獲獎 | [ 173 ] |
| 2018 | 第1屆 MBC Plus X Genie音樂獎 (MBC Plus X Genie Music Awards) | 最佳女子新人獎           | 本月少女 | 提名 | [ 174 ] |
| 2018 | 第1屆 MBC Plus X Genie音樂獎 (MBC Plus X Genie Music Awards) | 年度歌手                 | 本月少女 | 提名 | [ 174 ] |
| 2018 | 第1屆 MBC Plus X Genie音樂獎 (MBC Plus X Genie Music Awards) | Genie音樂人氣獎          | 本月少女 | 提名 | [ 174 ] |
| 2018 | 第10屆 甜瓜音樂獎 (Melon Music Awards)                       | 最佳女子新人獎           | 本月少女 | 提名 | [ 175 ] |
| 2018 | 第20屆 Mnet亞洲音樂大獎 (Mnet Asian Music Awards)            | 最佳女子新人獎           | 本月少女 | 提名 | [ 176 ] |
| 2018 | 第20屆 Mnet亞洲音樂大獎 (Mnet Asian Music Awards)            | 年度歌手大獎             | 本月少女 | 提名 | [ 176 ] |
| 2018 | 2019年 韓國第一品牌大賞 (Korea First Brand Awards)           | 最期待女子新人偶像       | 本月少女 | 獲獎 | [ 177 ] |
| 2018 | 第33届 金唱片獎 (Golden Disc Awards)                         | 新人賞                   | 本月少女 | 提名 | [ 178 ] |
| 2018 | 第33届 金唱片獎 (Golden Disc Awards)                         | 人氣賞                   | 本月少女 | 提名 | [ 178 ] |
| 2018 | 第28屆 首爾歌謠大賞 (Seoul Music Awards)                     | 新人賞                   | 本月少女 | 提名 | [ 179 ] |
| 2018 | 第28屆 首爾歌謠大賞 (Seoul Music Awards)                     | 人氣賞                   | 本月少女 | 提名 | [ 179 ] |
| 2018 | 第28屆 首爾歌謠大賞 (Seoul Music Awards)                     | 韓流特別賞               | 本月少女 | 提名 | [ 179 ] |
| 2018 | 第8屆 Gaon Chart K-POP大獎 (Gaon Chart K-POP Awards)         | 年度新人獎               | 本月少女 | 提名 | [ 180 ] |
| 2019 | 第1屆 M2 X Genie音樂獎 (M2 X Genie Music Awards)             | 女子新人獎               | 本月少女 | 提名 | [ 181 ] |
| 2019 | 第1屆 M2 X Genie音樂獎 (M2 X Genie Music Awards)             | 最佳藝人獎               | 本月少女 | 提名 | [ 181 ] |
| 2019 | 第1屆 M2 X Genie音樂獎 (M2 X Genie Music Awards)             | 全球人氣獎               | 本月少女 | 提名 | [ 181 ] |
| 2019 | 第1屆 M2 X Genie音樂獎 (M2 X Genie Music Awards)             | Genie Music人氣獎        | 本月少女 | 提名 | [ 181 ] |
| 2019 | 2019年 MTN放送廣告節 (MTN Ad Festival Awards)                | CF Star獎 (新人)         | 本月少女 | 獲獎 | [ 182 ] |
| 2019 | 第3屆 Soribada最佳音樂大獎 (Soribada Best K-Music Awards)    | 新韓流表演賞             | 本月少女 | 獲獎 | [ 183 ] |
| 2019 | 2019年 BreakTudo Awards                                      | K-Pop女子組合獎          | 本月少女 | 提名 | [ 184 ] |
| 2019 | 第4屆 亞洲明星盛典 (Asia Artist Award)                       | STAR15 人氣賞            | 本月少女 | 獲獎 | [ 185 ] |
| 2019 | 第4屆 亞洲明星盛典 (Asia Artist Award)                       | AAA FOCUS獎              | 本月少女 | 獲獎 | [ 185 ] |
| 2020 | 2020年 品牌顧客忠誠度大賞 (Brand Customer Loyalty Awards)    | Rising Star獎 (女子偶像) | 本月少女 | 獲獎 | [ 81 ]  |
| 2020 | 第4屆 Soribada最佳音樂大獎 (Soribada Best K-Music Awards)    | 新韓流Rising Hot Star賞  | 本月少女 | 獲獎 | [ 82 ]  |
| 2020 | 第15屆 亞洲模特盛典 (Asia Model Awards)                      | 人氣Star獎               | 本月少女 | 獲獎 | [ 186 ] |
| 2021 | 第35屆 金唱片獎 (Golden Disc Awards)                         | Next Generation獎        | 本月少女 | 獲獎 |         |
| 2021 | 2020年 APAN Music Awards                                     | Female Entertainer獎     | Chuu     | 獲獎 | [ 187 ] |
| 2021 | 2021 NEWSIS K-EXPO 韓流文化大賞頒獎典禮                      | 首爾市議會主席獎         | 本月少女 | 獲獎 | [ 119 ] |

### MBC偶像明星運動會
| 年份 | 集數                             | 項目         | 得獎成員     | 獎項            | 成績                              |
| ---- | -------------------------------- | ------------ | ------------ | --------------- | --------------------------------- |
| 2019 | 第十七屆 中秋特輯                | 女子田徑60米 | Yves         | 銅牌            | 預賽時間：9秒54 決賽時間：9秒524  |
| 2020 | 第十八屆 春節特輯                | 女子棒球投球 | Chuu         | 銅牌            | 總分：29.00 / 30.00分             |
| 2020 | 第十八屆 春節特輯                | 女子棒球投球 | Chuu         | MVP（最高投速） | 速度：76km                        |
| 2020 | 第十九屆 中秋特輯 偶像狗狗錦標賽 | Dog Agility  | 姬振&Tori    | 參與獎          | 預賽未完成 失格                   |
| 2020 | 第十九屆 中秋特輯 偶像狗狗錦標賽 | Dog Agility  | Choerry&幸運 | 參與獎          | 預賽時間：9秒96 總分：100 / 120分 |
| 2020 | 第十九屆 中秋特輯 偶像狗狗錦標賽 | Dog Agility  | Choerry&幸運 | 第三名          | 決賽總分：85 / 120分              |
| 2020 | 第十九屆 中秋特輯 偶像狗狗錦標賽 | Dog Agility  | Choerry&幸運 | 最佳交感獎      | 決賽總分：85 / 120分              |

### 主要音樂節目榜單排名
| 主打歌曲排名成績 | 主打歌曲排名成績                                                                                            | 主打歌曲排名成績     | 主打歌曲排名成績    | 主打歌曲排名成績       | 主打歌曲排名成績 | 主打歌曲排名成績        | 主打歌曲排名成績     | 主打歌曲排名成績          |
| 專輯 | 歌曲 | Mnet 《M Countdown》 | KBS2 《Music Bank》 | MBC 《Show! 音樂中心》 | SBS 《人氣歌謠》 | MBC M 《Show Champion》 | SBS MTV 《THE SHOW》 | 備註                      |
| 2017年 | 2017年 | 2017年               | 2017年              | 2017年                 | 2017年           | 2017年                  | 2017年               | 2017年                    |
| --- | --- | -------------------- | ------------------- | ---------------------- | ---------------- | ----------------------- | -------------------- | ------------------------- |
| Love & Live | 现在，喜欢 (Love & Live)                                                                                    | 11                   | /                   | /                      | /                | /                       | /                    | 本月少女 1/3              |
| Love & Evil | 未知的秘密 (Sonatine)                                                                                       | 20                   | /                   | /                      | /                | /                       | /                    | 本月少女 1/3              |
| Mix & Match | Girl Front                                                                                                  | 13                   | /                   | /                      | /                | /                       | /                    | 本月少女 ODD EYE CIRCLE   |
| Max & Match | Sweet Crazy Love                                                                                            | 11                   | /                   | /                      | /                | /                       | /                    | 本月少女 ODD EYE CIRCLE   |
| 2018年 | |                      |                     |                        |                  |                         |                      |                           |
| beauty&thebeat | love4eva | 6                    | /                   | /                      | /                | /                       | /                    | 本月少女 yyxy             |
| + + | favOriTe | /                    | /                   | 45                     | /                | /                       | /                    | 出道先行曲                |
| + + | Hi High | 3                    | /                   | /                      | /                | 9                       | 2                    | 出道曲                    |
| 2019年 | |                      |                     |                        |                  |                         |                      |                           |
| X X | Butterfly                                                                                                   | 3                    | /                   | 21                     | /                | 7                       | 2                    | + + 改版專輯              |
| 2020年 | |                      |                     |                        |                  |                         |                      |                           |
| # | So What | 1                    | 14                  | 18                     | /                | 7                       | 3                    | 初一位 夏瑟缺席回歸       |
| 12:00 | Why Not? | 6                    | /                   | 20                     | /                | 9                       | /                    | 夏瑟缺席回歸              |
| 12:00 | 聲音 (Voice)                                                                                                | 5                    | /                   | /                      | /                | /                       | /                    | 後續曲 夏瑟缺席回歸       |
| 2021年 | |                      |                     |                        |                  |                         |                      |                           |
| & | PTT (Paint The Town)                                                                                        | 4                    | 24                  | 11                     | 15               | /                       | 1                    | 夏瑟歸隊 完整體初一位     |
| 2022年 | |                      |                     |                        |                  |                         |                      |                           |
| Flip That | Flip That                                                                                                   | 3                    | 8                   | 5                      | 4                | 1                       | 1                    | 夏日特別專輯 兩台冠軍歌曲 |
| \| - 「/」表示未有相關資料 - 「(1)」：兩星期冠軍 - 「[1]」：三星期冠軍 - 「{1}」：四星期冠軍 \| - 「*」：打榜中 - 取得《M! Countdown》及《人氣歌謠》三週一位後，排名自動除外 - 「」：該段時期未設立排行榜。 \| | |                      |                     |                        |                  |                         |                      |                           |
| - 「/」表示未有相關資料 - 「(1)」：兩星期冠軍 - 「[1]」：三星期冠軍 - 「{1}」：四星期冠軍 | - 「*」：打榜中 - 取得《M! Countdown》及《人氣歌謠》三週一位後，排名自動除外 - 「」：該段時期未設立排行榜。 |                      |                     |                        |                  |                         |                      |                           |

| 各台冠軍歌曲獎座統計 | 各台冠軍歌曲獎座統計 | 各台冠軍歌曲獎座統計 | 各台冠軍歌曲獎座統計 | 各台冠軍歌曲獎座統計 | 各台冠軍歌曲獎座統計 |
| Mnet                 | KBS                  | MBC                  | SBS                  | SBS MTV              | MBC MUSIC            |
| -------------------- | -------------------- | -------------------- | -------------------- | -------------------- | -------------------- |
| 1                    | 0                    | 0                    | 0                    | 2                    | 1                    |
| 一位總數：4          |                      |                      |                      |                      |                      |

## 代言宣傳

### 廣告代言
| 年份 | 項目            | 廣告名稱                            | 參與成員                              |
| ---- | --------------- | ----------------------------------- | ------------------------------------- |
| 2017 | 化妝品牌        | Innisfree                           | 姬振、賢眞、夏瑟、ViVi                |
| 2017 | 手機遊戲        | 造物法則 Law of Creation            | 姬振、賢眞、夏瑟、汝眞、ViVi、Kim Lip |
| 2017 | 護膚品牌        | 韓律 HANYUL                         | 姬振                                  |
| 2017 | 家電品牌        | LG Smart World                      | Kim Lip、Go Won                       |
| 2018 | 化妝品牌        | AVAJAR                              | 姬振、賢眞                            |
| 2018 | 手機品牌        | LG Q7/Q7+/Q8                        | 姬振                                  |
| 2018 | 手機APP         | 樂天百貨 Lotte Department Store APP | 全體                                  |
| 2018 | 化妝品牌        | Nature Republic                     | 全體                                  |
| 2018 | 手機遊戲        | SNACK WORLD VERSUS                  | 姬振、ViVi、Kim Lip、Choerry          |
| 2019 | 家電品牌        | Lotte Hi-Mart                       | 姬振                                  |
| 2019 | 手機APP         | LG U+ 5G VR/AR APP                  | 全體                                  |
| 2019 | 校服品牌        | SKOOLOOKS                           | 全體                                  |
| 2019 | 服裝品牌        | Vegan Tiger X INNOCEAN 2020FW       | Yves                                  |
| 2020 | 校服品牌        | SKOOLOOKS                           | 全體                                  |
| 2020 | 化妝品牌        | NIVEA                               | 姬振                                  |
| 2021 | 飲料品牌        | POCARI SWEAT 寶礦力水得             | Chuu                                  |
| 2021 | 網絡遊戲        | 突擊風暴 (Sudden Attack) 角色代言   | 姬振、Chuu                            |
| 2021 | 手機APP         | Samsung Galaxy Store APP            | Chuu                                  |
| 2021 | 炸雞品牌        | Chicken Maru 치킨마루               | Chuu                                  |
| 2021 | 手機遊戲        | 戰火勳章 WARPATH                    | Chuu                                  |
| 2021 | 金融服務        | BC卡                                | Chuu                                  |
| 2021 | 速食麵品牌      | 農心浣熊麵                          | Chuu                                  |
| 2021 | 線上課外輔導APP | Seoltab                             | Chuu                                  |
| 2021 | 運動品牌        | ABC-MART NIKE COURT VISION          | 全體                                  |
| 2022 | 零食品牌        | StudyJelly                          | Chuu                                  |
| 2022 | 飲料品牌        | INTAKE Sugarlolo Sparkling          | Chuu                                  |
| 2022 | 口罩品牌        | INSPICK 口罩                        | Chuu                                  |
| 2022 | 手機遊戲        | Little三國 리틀삼국                 | Chuu                                  |

### 宣傳大使
| 年份 | 名稱                                | 參與成員 | 備註            |
| ---- | ----------------------------------- | -------- | --------------- |
| 2021 | 韓國海外文化宣傳院 (KOCIS) 宣傳大使 | 全體     | [ 236 ] [ 237 ] |
| 2021 | Talk Talk Korea 2021 宣傳大使       | 全體     | [ 236 ] [ 237 ] |